# Brouy
Brouy település Franciaországban, Essonne megyében. Lakosainak száma 129 fő (2022. január 1.). Brouy Champmotteux, Blandy, Mespuits és Le Malesherbois községekkel határos.

## Népesség
A település népességének változása:
| Lakosok száma | 134  | 144  | 142  | 133  | 127  | 128  | 125  | 123  | 129  |
|               | 2013 | 2015 | 2016 | 2017 | 2018 | 2019 | 2020 | 2021 | 2022 |